# Baltijskij rajon
Il Baltijskij rajon (in russo Балтийский район?) è un rajon dell'Oblast' di Kaliningrad, nella Russia europea; il capoluogo è Baltijsk.

## Suddivisione

### Città
- Baltijsk (Балтийск)
- Primorsk (Приморск)

### Comuni
- Divnoe (Дивное)